# Okręg wyborczy Chippenham
Okręg wyborczy Chippenham powstał w 1295 r. i wysyłał do angielskiej, a następnie brytyjskiej, Izby Gmin dwóch deputowanych. Początkowo obejmował tylko część parafii Chippenham w hrabstwie Wiltshire. Po reformie wyborczej 1832 r. okręg objął swym zasięgiem całą parafię. W 1868 r. liczbę mandatów przypadających na okręg zmniejszono do jednego. Okręg zlikwidowano w 1983 r. Zostanie on przywrócony podczas wyborów 2010 r.

## Deputowani do brytyjskiej Izby Gmin z okręgu Chippenham

### Deputowani w latach 1295-1640
- 1553: Henry Goldney
- 1614: William Maynard
- 1621–1622: Edward Hungerford

### Deputowani w latach 1640-1868
- 1640–1648: Edward Hungerford
- 1640–1653: Edward Bayntun
- 1648–1653: William Eyre
- 1659–1659: Edward Hungerford
- 1659–1659: James Stedman
- 1660–1661: Edward Hungerford
- 1660–1661: Edward Poole
- 1661–1673: Henry Bayntun
- 1661–1661: Hugh Speke
- 1661–1685: Edward Hungerford
- 1673–1679: Francis Gwyn
- 1679–1679: John Talbot
- 1679–1681: Samuel Ashe
- 1681–1685: George Speke
- 1685–1690: Henry Bayntun
- 1685–1685: Sharington Talbot
- 1685–1689: Richard Kent
- 1689–1690: Nicholas Bayntun
- 1690–1690: Richard Kent
- 1690–1698: Alexander Popham
- 1690–1692: Basil Firebrace
- 1692–1694: Thomas Tollemache
- 1694–1695: Richard Long
- 1695–1702: Walter White
- 1698–1701: Edward Montagu
- 1701–1705: John Mordaunt
- 1702–1705: James Montagu
- 1705–1705: Walter White
- 1705–1713: James Long
- 1705–1708: John Mordaunt
- 1708–1710: James Montagu
- 1710–1711: Joseph Ashe
- 1711–1713: Francis Popham
- 1713–1727: John Eyles
- 1713–1715: John Norris
- 1715–1722: Giles Earle
- 1722–1723: Edward Rolt
- 1723–1727: Thomas Boucher
- 1727–1737: Rogers Holland
- 1727–1734: Gabriel Roberts
- 1734–1741: Richard Long
- 1737–1780: Edward Bayntun-Rolt
- 1741–1754: Edmond Thomas
- 1754–1768: Samuel Fludyer
- 1768–1769: Thomas Fludyer
- 1769–1774: Henry Dawkins
- 1774–1780: Samuel Marsh
- 1780–1784: Henry Dawkins
- 1780–1783: Giles Hudson
- 1783–1802: George Fludyer
- 1784–1806: James Dawkins
- 1802–1803: Charles Brooke
- 1803–1812: John Maitland
- 1806–1807: Charles Brooke
- 1807–1812: James Dawkins
- 1812–1818: Charles Brooke
- 1812–1817: Robert Peel, torysi
- 1817–1818: John Maitland
- 1818–1820: William Miles, torysi
- 1818–1820: George Spencer-Churchill, markiz Blandford, torysi
- 1820–1826: William Alexander Madocks
- 1820–1826: John Rock Grossett
- 1826–1830: Ebenezer Fuller Maitland
- 1826–1830: Frederick Gye
- 1830–1856: Joseph Neeld, Partia Konserwatywna
- 1830–1831: Philip Pusey
- 1831–1832: Henry George Boldero, torysi
- 1832–1835: William Fox Talbot, wigowie
- 1835–1859: Henry George Boldero, Partia Konserwatywna
- 1856–1859: Robert Parry Nisbet, Partia Konserwatywna
- 1859–1865: Richard Penruddocke Long, Partia Konserwatywna
- 1859–1865: William John Lysley, Partia Liberalna
- 1865–1868: John Neeld, Partia Konserwatywna
- 1865–1868: Gabriel Goldney, Partia Konserwatywna

### Deputowani w latach 1868-1983
- 1868–1885: Gabriel Goldney, Partia Konserwatywna
- 1885–1886: Banister Fletcher, Partia Liberalna
- 1886–1892: lord Henry Bruce, Partia Konserwatywna
- 1892–1910: John Dickson-Poynder, Partia Konserwatywna, od 1904 r. Partia Liberalna
- 1910–1922: George Terrell, Partia Konserwatywna
- 1922–1924: Alfred Bonwick, Partia Liberalna
- 1924–1943: Victor Cazalet, Partia Konserwatywna
- 1943–1962: David Eccles, Partia Konserwatywna
- 1962–1979: Daniel Awdry, Partia Konserwatywna
- 1979–1983: Richard Needham, Partia Konserwatywna